# Cosmopolitan Productions
Cosmopolitan Productions, aussi appelée Cosmopolitan Pictures, est une société de cinéma américaine située à New York de 1918 à 1923 et à Hollywood jusqu'en 1938.

## Histoire
William Randolph Hearst, magnat de presse, fonda Cosmopolitan Productions en collaboration avec Adolph Zukor de la Paramount après avoir fait une demande d'entrée dans l'industrie cinématographique qui fut rejetée par United Artists. L'avantage de Paramount était d'avoir un contrat de production avec Cosmopolitan et que, grâce à cela, ils possédaient les droits du film des histoires parues dans le large éventail des magazines de chez Hearst y compris le magazine Cosmopolitan, du nom duquel la compagnie tire son nom, ainsi que Harper's Bazaar et Good Housekeeping. De cette manière les histoires sont vendues d'avance puisqu'elles sont déjà familières au public à travers les magazines. De plus, les magazines feraient aussi la promotion de ces films.
Cosmopolitan Productions fut d'abord créé pour promouvoir la carrière de la bien-aimée de William Hearst, l'actrice Marion Davies. Elle apparaît dans vingt-neuf films muets et soixante-dix films parlants produits par la compagnie.
En raison des désaccords avec Paramount dans le cadre de la distribution des réservations en bloc de Cosmopolitan Pictures, Hearst permit à la Paramount de sortir ses films par l’intermédiaire d'autres studios. Début 1923, ils furent distribués ou coproduits par la MGM jusqu'en 1934 lorsqu'il y eut un désaccord entre Cosmopolitan et Louis Mayer à propos du film Marie-Antoinette ce qui amena Cosmopolitan à se tourner vers Warner Bros.

## Héritage
Robert G. Vignola est un réalisateur étroitement lié à Cosmopolitan Productions. Il réalisa notamment l’extravagant film de 1922, Sur les marches d'un trône, qui coûta 1,5 million de dollars, ce qui était un montant exorbitant pour l'époque. Le réalisateur King Vidor tourna trois comédies avec Cosmopolitan : Mirages en 1928, Une gamine charmante en 1928, et Dulcy en 1930, tous avec Marion Davies.
John Ford est également un réalisateur important même s'il travailla assez peu avec Cosmopolitan, ainsi que Howard Hawks.

## Source
- (en) Cet article est partiellement ou en totalité issu de l’article de Wikipédia en anglais intitulé « Cosmopolitan Productions » (voir la liste des auteurs).